# Ian Chen
Ian Chen (Los Angeles, 7 settembre 2006) è un attore e doppiatore statunitense noto per i ruoli di Evan Huang nella serie Fresh Off the Boat e di Eugene Choi nei film Shazam! e Shazam! Furia degli dei del DC Extended Universe.

## Filmografia

### Cinema
- Shazam!, regia di David F. Sandberg (2019)
- Qua la zampa 2 - Un amico è per sempre (A Dog's Journey), regia di Gail Mancuso (2019)
- Shazam! Furia degli dei (Shazam! Fury of the Gods), regia di David F. Sandberg (2023)

### Televisione
- Modern Family – serie TV, un episodio (2013)
- Grey's Anatomy – serie TV, un episodio (2014)
- Fresh Off the Boat – serie TV, 116 episodi (2015-2020)
- Dr. Ken – serie TV, un episodio (2016)

### Doppiaggio
- Fancy Nancy Clancy – serie TV, 13 episodi (2018-2022)
- Il drago dei desideri (Wish Dragon), regia di Chris Appelhans (2021)
- Yasuke – serie TV, 3 episodi (2021)
- Summer Camp Island - Il campeggio fantastico (Summer Camp Island) – serie TV, 2 episodi (2023)

## Riconoscimenti
- Vulture
  - 2015 – Candidatura al miglior attore bambino per Fresh Off the Boat[1]
- Young Artist Awards
  - 2016 – Miglior cast di giovani attori in una serie TV per Fresh Off the Boat[2]
  - 2016 – Candidatura alla miglior interpretazione in una serie TV al giovane attore non protagonista per Fresh Off the Boat
  - 2017 – Candidatura alla miglior interpretazione in una serie TV al giovane attore protagonista per Fresh Off the Boat
  - 2017 – Miglior interpretazione in una serie TV - Guest star giovane attore per Loosely Exactly Nicole
- Young Entertainer Awards
  - 2016 – Miglior cast giovane in una serie TV per Fresh Off the Boat
  - 2017 – Candidatura al miglior giovane attore protagonista sotto i 14 anni in una serie televisiva per Fresh Off the Boat

## Doppiatori italiani
Nelle versioni in italiano delle opere in cui ha recitato, Ian Chen è stato doppiato da:
- Gabriele Meoni in Shazam!, Shazam! Furia degli dei
- Chiara Oliviero in Fresh Off the Boat (st. 1-3)
- Alessandra Cerruti in Fresh Off the Boat (st. 4-6)
- Arturo Sorino in Qua la zampa 2 - Un amico è per sempre